# 다이쇼도 (지형)
다이쇼도(일본어: 大正洞)는 일본 야마구치현 미네시 미토정에 있는 석회암 동굴이다. 아키요시다이 국정공원의 동북부에 위치해 천연기념물으로 지정되어 있다.